# Ga Nampo (Busan)
Ga Nampo (còn gọi là Ga Nampodong) là ga của Tàu điện ngầm Busan tuyến 1 ở Nampo-dong, quận Jung, Busan, Hàn Quốc.

## Liên kết
- (tiếng Hàn) Thông tin trạm từ Tổng công ty vận chuyển Busan